# Pentti Halonen
Pentti Ilmari Halonen, född 27 april 1914 i Kuopio, död 27 november 1983 i Helsingfors, var en finländsk läkare.
Halonen blev medicine och kirurgie doktor 1941. Han var 1953–1981 professor i invärtes medicin vid Helsingfors universitet och tjänstgjorde därtill som långvarig överläkare vid sjukhuset Salus, upprätthållet av Wihuris forskningsinstitut. Halonen räknades till landets ledande hjärtspecialister; under hans ledning utvecklades den moderna kardiologin och hjärtsjukvården i Finland. Han verkade som presidenterna Paasikivis och Kekkonens livläkare. 